# 안대욱
안대욱(1957년 11월 14일 ~ )은 대한민국의 영화 배우 겸 무술 감독이다.

## 영화작

### 출연작
- 1981년 금룡 삼십칠계
- 1982년 평양박치기
- 1983년 여걸 청나비
- 1985년 용호쌍권
- 1986년 외계에서 온 우뢰매 - 루카
- 1987년 외계에서 온 우뢰매 전격 쓰리 작전 - 루시퍼
- 1988년 슈퍼 홍길동 - 왕정원
- 1989년 바이오맨
- 1989년 제3세대 우뢰매 6 - 알몬

### 무술감독
- 1989년 제3세대 우뢰매 6